# 黑錯寺
黑錯寺（藏語：གཙོས་དགོན，威利转写：gtsos dgon）又名合作寺，是位于藏区安多的一座藏传佛教格鲁派寺院。本寺创建于1673年（清康熙十二年），當時屬於青海黑錯鎮，現屬於中華人民共和國甘肅省甘南藏族自治州州府合作市。「黑错」是藏語音譯，原意是「羚羊出没的地方」。因為黑錯鎮於1956年改名為諧音的「合作鎮」（合作鎮於1998年改名為合作市），所以本寺也改名為合作寺。
本寺鼎盛时期有兩座經堂，十座佛殿，僧侣千人，僧舍兩百多所。九层的米拉日巴佛閣建於1777年（清乾隆四十二年），是藏區僅有的兩座米拉日巴佛閣之一，也是本寺標誌性建築。1958年時本寺有五百多名僧侣。1958年10月20日，甘南藏族自治州全州196座佛教寺院中，除保留拉卜楞寺、禅定寺、黑错寺、郎木寺外，其余192座全被废除，其僧侣均被遣返原籍还俗。米拉日巴佛閣於文革時被毀，1998年重建。

## 米拉日巴佛阁
“安多合作米拉日巴佛阁”（藏語：ཨ་མདོ་གཙོས་མི་ལའི་གསེར་མཁར་དགུ་ཐོག），简称“米拉日巴佛阁”（藏語：མི་ལའི་མཐོང་གྲོལ་ལྷ་ཁང་ཆེན་མོ།），俗称“九层佛阁”（藏語：གསེར་མཁར་དགུ་ཐོག）。 米拉日巴佛阁是由被称为米拉日巴化身的洛桑达吉上师在此地原有一座佛塔的基础上擴建而成，仿照米拉日巴在洛扎亲自建造的九层楼阁的造型。佛閣於文革時被毀、合作寺院全被拆除，1998年动工重建，重建而成的佛阁总面积为4028平方米，高40余米，共九层，融藏族宗堡式建筑与佛阁式建筑特色为一体，由走廊楼梯盘旋直达楼顶。佛阁是全藏区唯一的一座供奉藏传佛教各派宗师的高层建筑，内供奉对藏传佛教有重大贡献的历代藏王和对藏族文化有重大贡献的圣者，还有佛、菩萨、护法、财神等像二百一十五尊，供奉有寧玛派、萨迦派、噶举派、噶當派、格鲁派等藏传佛教的开宗祖师和显密乘的众多尊佛像，佛阁内有許多唐卡、壁画、堆绣、酥油花等艺术品，诸多卷轴画叙述了米拉日巴苦心修道的一生，被人们称为是藏学博物馆。佛阁从第三层到第八层所奉的佛像都是用檀香木、神柏雕刻而成。各楼层左右两侧小供龛内共奉安有一肘高的米拉日巴像一千零二十五尊，一肘高的释迦牟尼像二十尊。佛阁内还珍藏有《丹珠尔》和《甘珠尔》大藏经共500余函。佛阁大院四周的外围装有铜制大嘛呢经轮一百三十个，还有山门一座，白塔一座。